# Görzke
Görzke è un comune del Brandeburgo, in Germania.

Appartiene al circondario di Potsdam-Mittelmark ed è parte dell'Amt Ziesar.

## Storia
Il 1º marzo 2002 venne aggregato al comune di Görzke il comune di Hohenlobbese.

## Geografia antropica

### Suddivisioni amministrative
Il territorio comunale si divide in 2 zone, corrispondenti al centro abitato di Görzke e a 1 frazione (Ortsteil):
- Görzke
- Hohenlobbese, con la località:
  - Wutzow